# Pseudophoxinus anatolicus
Espèce
Synonymes
- Acanthorutilus anatolicus caralis Battalgil, 1942[2] [3]
- Acanthorutilus anatolicus Hankó, 1925[2] [4] [3]
- Phoxinellus anatolicus (Hankó, 1924)[3]
- Phoxinellus anatolicus (Hankó, 1925)[2]

Statut de conservation UICN

 EN B2ab(i,ii,iii,iv,v) : En danger
Pseudophoxinus anatolicus (Anatolian minnow ou Giant Spring minnow en anglais) est un poisson d'eau douce de la famille des Cyprinidae.

## Répartition
Pseudophoxinus anatolicus est endémique de Turquie où cette espèce se rencontre dans les bassins des lacs Beyşehir et Suğla ainsi que dans le bassin de la rivière Ereğli. Cette espèce est menacée dans son habitat notamment par la pollution, la surpêche et l'introduction d'espèces prédatrices. Elle a pratiquement disparu du lac de Beyşehir.

## Description
La taille maximale connue pour Pseudophoxinus anatolicus est de 232 mm.

## Étymologie
Son nom spécifique, anatolicus, lui a été donné en référence au lieu de sa découverte. Il en est de même pour son nom commun faisant référence à l'Anatolie. Son autre nom commun anglais fait référence à sa grande taille par rapport aux autres espèces du genre Pseudophoxinus.

## Publication originale
- Hankó, 1925 : Fische aus Klein-Asien. Annales Historico-Naturales Musei Nationalis Hungarici, vol. 21, p. 137-158[7].